# Gare de Longjumeau
Gare de Longjumeau vasútállomás és RER állomás Franciaországban, Longjumeau településen.

## Vasútvonalak
Az állomást az alábbi vasútvonalak érintik:
- Grande Ceinture line
- 12-es villamos (Île-de-France)

## Kapcsolódó állomások
A vasútállomáshoz az alábbi állomások vannak a legközelebb:
- Gare de Chilly-Mazarin (Évry-Courcouronnes, 12-es villamos (Île-de-France))
- Champlan (Massy - Palaiseau, 12-es villamos (Île-de-France))

## Lásd még
- Franciaország vasútállomásainak listája
- A RER állomásainak listája